# Санта-Роза-ди-Гояс
Санта-Роза-ди-Гояс (порт. Santa Rosa de Goiás)  —  муниципалитет в Бразилии, входит в штат Гояс. Составная часть мезорегиона Центр штата Гойас. Входит в экономико-статистический  микрорегион Анаполис. Население составляет 3227 человек на 2006 год. Занимает площадь 170,970 км². Плотность населения — 18,9 чел./км².
Праздник города — 14 ноября.

## История
Город основан 14 ноября 1958 года.

## Статистика
- Валовой внутренний продукт на 2003 год составляет 14 279 806,00 реалов (данные: Бразильский институт географии и статистики).
- Валовой внутренний продукт на душу населения на 2003 год составляет 4232,31 реалов (данные: Бразильский институт географии и статистики).
- Индекс развития человеческого потенциала на 2000 год составляет 0,715 (данные: Программа развития ООН).

## География
Климат местности: тропический.